# Piotr Izwolski
Piotr Pietrowicz Izwolski, ros. Пётр Петрович Извольский (ur. 2 lutego?/14 lutego 1863 w Jekaterynosławiu, zm. w listopadzie lub 9 grudnia 1928) – rosyjski polityk, oberprokurator Świątobliwego Synodu Rządzącego w latach 1906–1909 i członek Rady Państwa w latach 1912–1916, następnie duchowny prawosławny.
W 1886 ukończył studia na wydziale historyczno-filologicznym Uniwersytetu Petersburskiego (według innych źródeł – Moskiewskiego), uzyskując tytuł kandydata nauk. W tym samym roku zawarł związek małżeński z księżną Marią Golicyną. Następnie pracował w ministerstwach spraw zagranicznych, a następnie spraw wewnętrznych. W latach 1906–1909 pełnił funkcję oberprokuratora Świątobliwego Synodu Rządzącego. Następnie od 1912 do 1916 zasiadał w Radzie Państwa.
W 1920 emigrował do Konstantynopola, następnie do Paryża. Należał do rady parafii św. Aleksandra Newskiego w Paryżu, zaś w 1922 został wyświęcony na kapłana. Służył w cerkwi św. Mikołaja w Brukseli, zaś w 1923 został dziekanem nowo utworzonego dekanatu, obejmującego parafie Zachodnioeuropejskiego Egzarchatu Rosyjskiego Kościoła Prawosławnego w Hadze, Charleroi, Namur i Liège. Otrzymał godność protoprezbitera.
Zmarł na raka w 1928.